# آینده‌نما
آینده‌نما یا فِلَش‌فُروارد (به انگلیسی: flashforward، معنی: فلش‌جلو) به آن صحنه از یک داستان یا فیلم گفته می‌شود که ماجرا را به آینده می‌برد و اطلاعاتی راجع به آیندهٔ آنچه در زمان حال در فیلم یا داستان رخ می‌دهد را به نمایش درمی‌آورد. متضاد آن، «گذشته‌نما» یا «فِلَش‌بَک» (به انگلیسی: flashback) است.

## نمونه‌ها
در مجموعهٔ تلویزیونی گمشدگان در فصل سوم به بعد، در برخی از بخش‌ها آینده‌نمایی رخ می‌دهد و بیننده اطلاعاتی محدود راجع به آنچه در آینده برای شخصیت‌های داستان رخ می‌دهد کسب می‌کند. در فیلم ۲۰۰۱: یک ادیسهٔ فضایی هم از آینده‌نمایی استفاده می‌شود.